# Carrefour temporo-pariétal

Carrefour temporo-pariétal (rouge)

Le carrefour temporo-pariétal est la région du cerveau située à la jonction des lobes temporal et pariétal, en arrière du sillon latéral. Cette région semble impliquée dans de nombreuses fonctions. En particulier, dans l'hémisphère gauche, elle inclut l'aire de Wernicke. Elle a aussi été impliquée dans différents processus cognitifs de la cognition sociale comme la théorie de l'esprit. Dans les années 2000, il a aussi été montré que la stimulation électrique de cette région peut déclencher des illusions perceptives comme des expériences extra-corporelles.